# Mars 1815

## Événements

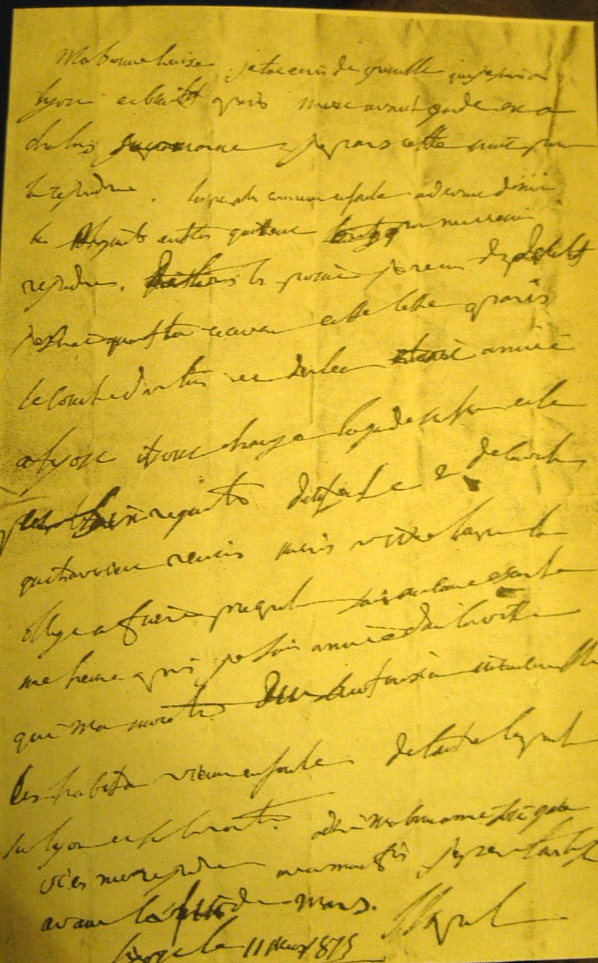
11 mars : lettre de Napoléon à Marie Louise à son retour de l'ile d'Elbe

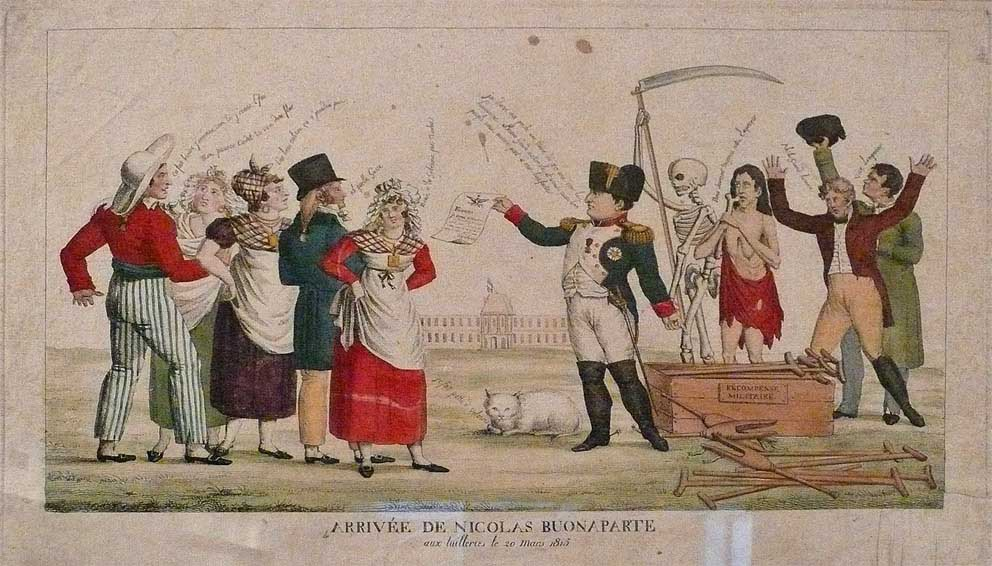
Arrivée de Nicolas Buonaparte aux Tuileries, le 20 mars 1815. Caricature royaliste.

- 1er mars, France : Napoléon débarque à Golfe-Juan avec 500 hommes. Début des Cent-Jours. Il rallie les troupes envoyées pour l’arrêter et soulève l’enthousiasme des populations et le ralliement des troupes lors de son passage à travers la France (Laffrey, Grenoble, Lyon, Auxerre, où Ney se rallie)[1].

- 3 mars : les États-Unis déclarent la guerre à la régence d'Alger. Début de la seconde guerre barbaresque[2].

- 5 mars, France : le 5e régiment d'infanterie de ligne étant devant Grenoble, Napoléon seul face aux fusils convainc la troupe de se rallier à lui. Le lendemain c'est le 7e régiment d'infanterie de ligne qui se joint à sa troupe.

- 13 mars : le congrès de Vienne déclare Napoléon hors la loi[3]. Début de la Septième Coalition.

- 20 mars, France : Napoléon arrive aux Tuileries pendant que Louis XVIII, isolé, s’enfuit en Belgique[1]. Lazare Carnot devient ministre de l’intérieur (fin le 22 juin).

- 23 mars, Guerre de 1812 : le brick américain USS Hornet capture le brick britannique HMS Penguin au large de l'archipel Tristan da Cunha, dans l'Atlantique sud[4],[5].

- 25 mars : le Pacte des Alliés à Vienne donne naissance à la Septième Coalition (Royaume-Uni, Russie, Autriche, Prusse, Suède). Les 100 000 prussiens de Blücher cantonnent autour de Namur et les 93 000 Hollando-Germano-Britanniques de Wellington autour de Bruxelles. Napoléon, qui pense pouvoir les surprendre et les battre séparément, marche vers la Belgique avec 125 000 hommes. Il atteint la frontière le 15 juin et rejette les troupes de Zieten à Charleroi.

- 29 mars, France : décret impérial qui abolit la traite des Noirs.

- 30 mars : proclamation de Rimini. Joachim Murat appelle les Italiens à se soulever contre le joug autrichien. Début de la guerre napolitaine[6].